# Michael Chang
Michael Te-pei Chang (Trương Đức Bồi; phồn thể: 張德培; bính âm: Zhāng Dépéi) sinh ngày 22 tháng 2 năm 1972 tại Hoboken, New Jersey là cựu tay vợt chuyên nghiệp người Mĩ. Anh được biết đến là tay vợt trẻ nhất từng thắng giải Grand Slam khi anh thắng giải quần vợt Pháp Mở rộng năm 1989 khi mới 17 tuổi.
Được biết đến với lối đánh mạnh mẽ và tốc độ, Chang được nhiều người cho rằng là một trong những tay vợt xuất sắc của thời đại. Anh duy trì thứ hạng trong nhóm 10 tay vợt trong hệ thống ATP trong thập niên 1990, thứ hạng cao nhất là vị trí số 2 thế giới.
Tuy nhiên, trong nhiều trường hợp xử lý trên sân, anh bị khán giả la ó vì không tôn trọng đối thủ ngay từ khi 17 tuổi. Trong trận CK RG năm 1989, một lần anh giao bóng "xấu", một lần đứng đỡ bóng sát ô giao bóng thể hiện sự không tôn trọng đối thủ
Chang được ghi danh tại Đại sảnh danh vọng quần vợt quốc tế.

## Sự nghiệp
Chang lần đầu tiên thắng giải trẻ quốc gia khi anh mới 12 tuổi. Năm 13 tuổi anh thắng giải Fiesta Bowl 16s. Hai năm sau đó Chang thắng giải USTA Boys 18s Hardcourts and the Boys 18s Nationals và trở thành tay vợt trẻ nhất đánh thắng Paul McNamee sau 4 set tại vòng 1. 1 tháng sau anh vào bán kết giải Scottsdale, Arizona và trở thanh tay vợt trẻ nhất vào đến bán kết 1 giải thuộc hệ thống ATP. Anh vô địch giải San Francisco khi mới 16 tuổi 7 tháng.
Kỷ lục quan trọng nhất vào năm 1989 khi anh thắng giải Pháp Mở rộng khi anh mới 17 tuổi 3 tháng và trở thành tay vợt trẻ nhất từng thắng 1 giải Grand slam. Anh đã đánh bại Stefan Edberg trong 5 set đấu 6–1, 3–6, 4–6, 6–4, 6–2. Tháng 8, 1989, Chang trở thành tay vợt trẻ nhất lọt vào top 5 bảng xếp hạng ATP.

## Kỉ lục
| Giải đấu             | Năm       | Kỉ lục                              | Chia sẻ cùng  |
| Pháp Mở rộng         | 1989      | Tay vợt trẻ nhất vô địch Grand slam | Một mình      |
| Indian Wells Masters | 1992–1997 | Vô địch (3)                         | Roger Federer |

## Thành tích

### Grand Slam

#### Vô địch(1)
| Năm  | Giải đấu     | Đối thủ       | Tỷ số                   |
| 1989 | Pháp Mở rộng | Stefan Edberg | 6–4, 6-4, 3–6, 3–6, 3–6 |

#### Á quân(3)
| Năm  | Giải đấu     | Đối thủ       | Tỷ số              |
| 1995 | Pháp Mở rộng | Thomas Muster | 7–5, 6–2, 6–4      |
| 1996 | Úc Mở rộng   | Boris Becker  | 6–2, 6–4, 2–6, 6–2 |
| 1996 | Mỹ Mở rộng   | Pete Sampras  | 6–1, 6–4, 7–6(3)   |

### Masters Cup

#### Á quân(1)
| Năm  | Địa điểm  | Đối thủ      | Tỷ số               |
| 1995 | Frankfurt | Boris Becker | 7–6(3), 6–0, 7–6(5) |

### Masters Series

#### Vô địch(7)
| Năm  | Giải đấu         | Đối thủ          | Tỷ số              |
| 1990 | Canada (Toronto) | Jay Berger       | 4–6, 6–3, 7–6(2)   |
| 1992 | Indian Wells     | Andrei Chesnokov | 6–3, 6–4, 7–5      |
| 1992 | Key Biscayne     | Alberto Mancini  | 7–5, 7–5           |
| 1993 | Cincinnati       | Stefan Edberg    | 7–5, 0–6, 6–4      |
| 1994 | Cincinnati       | Stefan Edberg    | 6–2, 7–5           |
| 1996 | Indian Wells     | Paul Haarhuis    | 7–5, 6–1, 6–1      |
| 1997 | Indian Wells     | Bohdan Ulihrach  | 4–6, 6–3, 6–4, 6–3 |

#### Á quân(2)
| Năm  | Giải đấu   | Đối thủ      | Tỷ số       |
| 1995 | Cincinnati | Andre Agassi | 7–5, 6–2    |
| 1996 | Cincinnati | Andre Agassi | 7–6(4), 6–4 |

## Toàn bộ

### Vô địch đơn(34)
| Nhóm giải                          |
| Grand Slam (1)                     |
| Masters Cup (0)                    |
| ATP Masters Series (7)             |
| ATP World Series / Grand Prix (26) |

| Kiểu sân      |
| Cứng (21)     |
| Nện (4)       |
| Cỏ (0)        |
| Trải thảm (9) |

| TT  | Ngày                 | Giải đấu                  | Kiểu sân  | Đối thủ             | Tỷ số                   |
| 1.  | 26 tháng 9 năm 1988  | San Francisco, Hoa Kỳ     | Trải thảm | Johan Kriek         | 6–2, 6–3                |
| 2.  | 29 tháng 5 năm 1989  | Pháp Mở rộng, Paris, Pháp | Nện       | Stefan Edberg       | 6–1, 3–6, 4–6, 6–4, 6–2 |
| 3.  | 7 tháng 11 năm 1989  | Wembley, Anh              | Trải thảm | Guy Forget          | 6–2, 6–1, 6–1           |
| 4.  | 23 tháng 7 năm 1990  | Toronto, Canada           | Cứng      | Jay Berger          | 4–6, 6–3, 7–6(2)        |
| 5.  | 4 tháng 11 năm 1991  | Birmingham, Anh           | Trải thảm | Guillaume Raoux     | 6–3, 6–2                |
| 6.  | 3 tháng 2 năm 1992   | San Francisco, Hoa Kỳ     | Cứng      | Jim Courier         | 6–3, 6–3                |
| 7.  | 2 tháng 3 năm 1992   | Indian Wells, Hoa Kỳ      | Cứng      | Andrei Chesnokov    | 6–3, 6–4, 7–5           |
| 8.  | 13 tháng 3 năm 1992  | Key Biscayne, Hoa Kỳ      | Cứng      | Alberto Mancini     | 7–5, 7–5                |
| 9.  | 11 tháng 1 năm 1993  | Jakarta, Indonesia        | Cứng      | Carl-Uwe Steeb      | 2–6, 6–2, 6–1           |
| 10. | 29 tháng 3 năm 1993  | Osaka, Nhật Bản           | Cứng      | Amos Mansdorf       | 6–4, 6–4                |
| 11. | 9 tháng 8 năm 1993   | Cincinnati, Hoa Kỳ        | Cứng      | Stefan Edberg       | 7–5, 0–6, 6–4           |
| 12. | 27 tháng 9 năm 1993  | Kuala Lumpur, Malaysia    | Cứng      | Jonas Svensson      | 6–0, 6–4                |
| 13. | 18 tháng 10 năm 1993 | Bắc Kinh, Trung Quốc      | Trải thảm | Greg Rusedski       | 7–6(5), 6–7(6), 6–4     |
| 14. | 10 tháng 1 năm 1994  | Jakarta, Indonesia        | Cứng      | David Rikl          | 6–3, 6–3                |
| 15. | 14 tháng 2 năm 1994  | Philadelphia, Hoa Kỳ      | Trải thảm | Paul Haarhuis       | 6–3, 6–2                |
| 16. | 11 tháng 4 năm 1994  | Hong Kong, Anh            | Cứng      | Patrick Rafter      | 6–1, 6–3                |
| 17. | 25 tháng 4 năm 1994  | Atlanta, Hoa Kỳ           | Nện       | Todd Martin         | 6–7(4), 7–6(4), 6–0     |
| 18. | 8 tháng 8 năm 1994   | Cincinnati, Hoa Kỳ        | Cứng      | Stefan Edberg       | 6–2, 7–5                |
| 19. | 17 tháng 10 năm 1994 | Bắc Kinh, Trung Quốc      | Trải thảm | Anders Järryd       | 7–5, 7–5                |
| 20. | 17 tháng 4 năm 1995  | Hong Kong, Anh            | Cứng      | Jonas Björkman      | 6–3, 6–1                |
| 21. | 1 tháng 5 năm 1995   | Atlanta, Hoa Kỳ           | Nện       | Andre Agassi        | 6–2, 6–7(6), 6–4        |
| 22. | 9 tháng 10 năm 1995  | Tokyo, Nhật Bản           | Trải thảm | Mark Philippoussis  | 6–3, 6–4                |
| 23. | 16 tháng 10 năm 1995 | Bắc Kinh, Trung Quốc      | Trải thảm | Renzo Furlan        | 7–5, 6–3                |
| 24. | 11 tháng 3 năm 1996  | Indian Wells, Hoa Kỳ      | Cứng      | Paul Haarhuis       | 7–5, 6–1, 6–1           |
| 25. | 15 tháng 7 năm 1996  | Washington, D.C., Hoa Kỳ  | Cứng      | Wayne Ferreira      | 6–2, 6–4                |
| 26. | 29 tháng 7 năm 1996  | Los Angeles, Hoa Kỳ       | Cứng      | Richard Krajicek    | 6–4, 6–3                |
| 27. | 17 tháng 2 năm 1997  | Memphis, Hoa Kỳ           | Cứng      | Todd Woodbridge     | 6–3, 6–4                |
| 28. | 10 tháng 3 năm 1997  | Indian Wells, Hoa Kỳ      | Cứng      | Bohdan Ulihrach     | 4–6, 6–3, 6–4, 6–3      |
| 29. | 7 tháng 4 năm 1997   | Hong Kong, Anh            | Cứng      | Patrick Rafter      | 6–3, 6–3                |
| 30. | 21 tháng 4 năm 1997  | Orlando, Hoa Kỳ           | Nện       | Grant Stafford      | 4–6, 6–2, 6–1           |
| 31. | 14 tháng 7 năm 1997  | Washington, D.C., Hoa Kỳ  | Cứng      | Petr Korda          | 5–7, 6–2, 6–1           |
| 32. | 24 tháng 8 năm 1998  | Boston, Hoa Kỳ            | Cứng      | Paul Haarhuis       | 6–3, 6–4                |
| 33. | 5 tháng 10 năm 1998  | Shanghai, Trung Quốc      | Trải thảm | Goran Ivanišević    | 4–6, 6–1, 6–2           |
| 34. | 24 tháng 7 năm 2000  | Los Angeles, Hoa Kỳ       | Cứng      | Jan-Michael Gambill | 6–7(2), 6–3, bỏ cuộc    |

### Á quân(24)
| TT  | Ngày                 | Giải đấu                             | Kiểu sân     | Đối thủ            | Tỷ số               |
| 1.  | 18 tháng 9 năm 1989  | Los Angeles, Hoa Kỳ                  | Cứng         | Aaron Krickstein   | 2–6, 6–4, 6–2       |
| 2.  | 30 tháng 7 năm 1990  | Los Angeles, Hoa Kỳ                  | Cứng         | Stefan Edberg      | 7–6(4), 2–6, 7–6(3) |
| 3.  | 5 tháng 11 năm 1990  | Wembley, Anh                         | Trải thảm    | Jakob Hlasek       | 7–6(7), 6–3         |
| 4.  | 10 tháng 12 năm 1991 | Grand Slam Cup, Munich, Đức          | Trải thảm    | David Wheaton      | 7–5, 6–2, 6-4       |
| 5.  | 13 tháng 4 năm 1992  | Hong Kong, Anh                       | Cứng         | Jim Courier        | 7–5, 6–3            |
| 6.  | 8 tháng 12 năm 1992  | Grand Slam Cup, Munich, Đức          | Trải thảm    | Michael Stich      | 6–2, 6–3, 6–2       |
| 7.  | 2 tháng 8 năm 1993   | Los Angeles, Hoa Kỳ                  | Cứng         | Richard Krajicek   | 0–6, 7–6(3), 7–6(5) |
| 8.  | 23 tháng 8 năm 1993  | Long Island, Hoa Kỳ                  | Cứng         | Marc Rosset        | 6–4, 3–6, 6–1       |
| 9.  | 31 tháng 1 năm 1994  | San José, Hoa Kỳ                     | Cứng         | Renzo Furlan       | 3–6, 6–3, 7–5       |
| 10. | 4 tháng 4 năm 1994   | Tokyo, Nhật Bản                      | Cứng         | Pete Sampras       | 6–4, 6–2            |
| 11. | 10 tháng 10 năm 1994 | Tokyo, Nhật Bản                      | Trải thảm    | Goran Ivanišević   | 6–4, 6–4            |
| 12. | 6 tháng 2 năm 1995   | San José, Hoa Kỳ                     | Cứng         | Andre Agassi       | 6–2, 1–6, 6–3       |
| 13. | 20 tháng 2 năm 1995  | Philadelphia, Hoa Kỳ                 | Trải thảm    | Thomas Enqvist     | 0–6, 6–4, 6–0       |
| 14. | 29 tháng 5 năm 1995  | Pháp Mở rộng, Paris, Pháp            | Nện          | Thomas Muster      | 7–5, 6–2, 6–4       |
| 15. | 7 tháng 8 năm 1995   | Cincinnati, Hoa Kỳ                   | Cứng         | Andre Agassi       | 7–5, 6–2            |
| 16. | 14 tháng 11 năm 1995 | Year-End Championships, Hanover, Đức | Trải thảm(i) | Boris Becker       | 7–6(3), 6–0, 7–6(5) |
| 17. | 15 tháng 1 năm 1996  | Úc Mở rộng, Melbourne, Úc            | Cứng         | Boris Becker       | 6–2, 6–4, 2–6, 6–2  |
| 18. | 8 tháng 4 năm 1996   | Hong Kong, Anh                       | Cứng         | Pete Sampras       | 6–4, 3–6, 6–4       |
| 19. | 5 tháng 8 năm 1996   | Cincinnati, Hoa Kỳ                   | Cứng         | Andre Agassi       | 7–6(4), 6–4         |
| 20. | 26 tháng 8 năm 1996  | U.S. Open, New York, Hoa Kỳ          | Cứng         | Pete Sampras       | 6–1, 6–4, 7–6(3)    |
| 21. | 30 tháng 9 năm 1996  | Singapore                            | Trải thảm    | Jonathan Stark     | 6–4, 6–4            |
| 22. | 16 tháng 2 năm 1998  | Memphis, Hoa Kỳ                      | Cứng         | Mark Philippoussis | 6–3, 6–2            |
| 23. | 20 tháng 4 năm 1998  | Orlando, Hoa Kỳ                      | Nện          | Jim Courier        | 7–5, 3–6, 7–5       |
| 24. | 10 tháng 1 năm 2000  | Auckland, New Zealand                | Cứng         | Magnus Norman      | 3–6, 6–3, 7–5       |